# Thor Möger Pedersen
Thor Möger Pedersen (31 gennaio 1985) è un politico danese.
Era il ministro del fisco della Danimarca (2011-2012) ed è il più giovane ministro di sempre nella storia del Paese.
Pedersen si è diplomato al Frederiksborg Gymnasium di Hillerød nel 2004. Durante gli studi è stato membro dell'Associazione danese degli studenti medi superiori e ne è stato presidente. Successivamente è stato segretario esecutivo, membro della commissione per la gestione del territorio e membro del comitato esecutivo della sezione giovanile del Partito popolare socialista.
Nel 2007 ha coordinato la campagna elettorale del partito a Christiansborg.
Al congresso del partito dell'aprile 2010 Pedersen venne eletto membro del comitato esecutivo e nominato vicepresidente del partito.
Si è candidato alle elezioni politiche del 2011, ma non è stato eletto in parlamento.
Il 3 ottobre 2011 fu nominato ministro del fisco nell'ambito del governo di centrosinistra presieduto da Helle Thorning-Schmidt. Il 16 ottobre 2012 fu licenziato come ministro dal leader del Partito Popolare Socialista, Annette Vilhelmsen.
Pedersen e la sua compagna hanno avuto una figlia nel 2010. Pedersen ha due sorelle e un fratello, anche lui impegnato come dirigente studentesco e della sezione giovanile del partito socialista.